# Tigard, Oregon
Tigard (IPA: [taɪˈ gərd]) là một thành phố trong Quận Washington, tiểu bang Oregon, Hoa Kỳ. Dân số là 41.223 theo Điều tra Dân số Hoa Kỳ năm 2000. Ước tính năm 2006 estimate là 46.300 cư dân. Theo Sách xanh Oregon năm 2003, Tigard là thành phố lớn hạng thứ 11 của tiểu bang Oregon. Nằm về phía nam của Beaverton và phía bắc Tualatin, thành phố là một phần của vùng đại đô thị Portland.

## Lịch sử
Giống như nhiều thị trấn trong Thung lũng Willamette, Tigard ban đầu chỉ có vài gia đình sinh sống, đáng chú ý nhất là gia tộc Tigard mà người lãnh đạo là Wilson M. Tigard. Khi đến đây, vùng có tên là "East Butte" năm 1852, gia đình định cư và tham gia vào việc tổ chức và dựng Trường East Butte, một tiệm tạp hóa (mở cửa năm 1886 và được dùng là bưu điện cho khu vực này) và một phòng họp, và đặt tên East Butte thành "Tigardville". Tổ chức tin lành Evangelical xây Nhà thờ Emanuel Evangelical ở chân Núi Bull, phía nam của tiệm tạp hóa Tigard năm 1886. Một tiệm làm đồ sắt mở cửa trong thập niên 1890, và năm 1896 một ngôi trường E. Butte mở được mở cửa để đáp ứng sự phát triển của cộng đồng vì có nhiều làn sóng di dân từ Đức đến.
Giai đoạn từ 1907 đến 1910 đánh dấu sự tăng tốc rất nhanh trong phát triển khi Đường Chính nở rộ nhiều tòa nhà thương mải mới: Đại sảnh Germania (một tòa nhà hai tầng gồm có một nhà hàng, tiệm tạp hóa, phòng khiêu vũ, và các phòng cho thuê), một cửa tiệm có dịch vụ bưu điện. Dịch vụ điện thoại hạn chế bắt đầu năm 1908.
In 1910, the arrival of the Oregon Electric Railway triggered the development of Main Street and pushed Tigardville from being merely a small farming community into a period of growth which would lead to its incorporation as a city in 1961. The town was renamed Tigard by the railroad to greater distinguish it from the nearby Wilsonville, and the focus of the town reoriented northeast towards the new rail stop as growth accelerated.
Năm 1911 đánh dấu sự đưa điện vào sinh hoạt khi Công ty Điện Thung lũng Tualatin cùng với Tigard tham gia vào một đường điện với Sherwood và Tualatin. William Ariss xây một tiệm đồ sắt trên Đường Chính năm 1912 mà dần dần thành một trạm phục vụ hiện đại. Thập niên 1930, các đường phố và đường đi bộ của Đường Chính cuối cùng được rải nhựa, và một trường học mới được xây để đáp ứng nhu cầu phát triển.
Các cuộc tổng tuyển cử năm 2004, thành phố Tigard giành được sự chấp thuận của cử tri trong việc sáp nhập những khu ngoại ô chưa có tổ chức chính quyền trên Núi Bull, một ngọn đồi nằm về phía tây của Tigard. Tuy nhiên, cư dân trong vùng đó đã phản đối việc sáp nhập và hiện nay đang đưa vụ việc ra tòa để chống thành phố.

## Đia lý
Tigard nằm ở vị trí 45°25′40″B 122°46′44″T / 45,42778°B 122,77889°TĐã đưa tham số không hợp lệ vào hàm {{#coordinates:}} (45.42764, -122.77897)1.
Theo Cục Điều tra Dân số Hoa Kỳ, thành phố có tổng diện tích là 28,2 km² (10,9 mi²). 28,1 km² (10,9 mi²) là đất và 0,09% là nước.

## Thao khảo
1. ↑  "PSU:Population Research Center" (PDF). Bản gốc (PDF) lưu trữ ngày 26 tháng 6 năm 2008. Truy cập ngày 14 tháng 10 năm 2007.
2. ↑  Oregon Blue Book, City Populations: Rufus-Yoncalla